# کوسوتو گاری
کوسوتو گاری (به ژاپنی: 小外刈)-(به انگلیسی: Kosoto gari) یکی از فنون و تکنیک‌های دستهٔ ناگه-وازا رشتهٔ ورزشی جودو است که در زیردستهٔ آشی-وازا دسته‌بندی می‌شود. هدف از این تکنیک، واردآوردن فشار و درگیرکردن پاهای حریف است.